# محمد حلمی (پزشک)

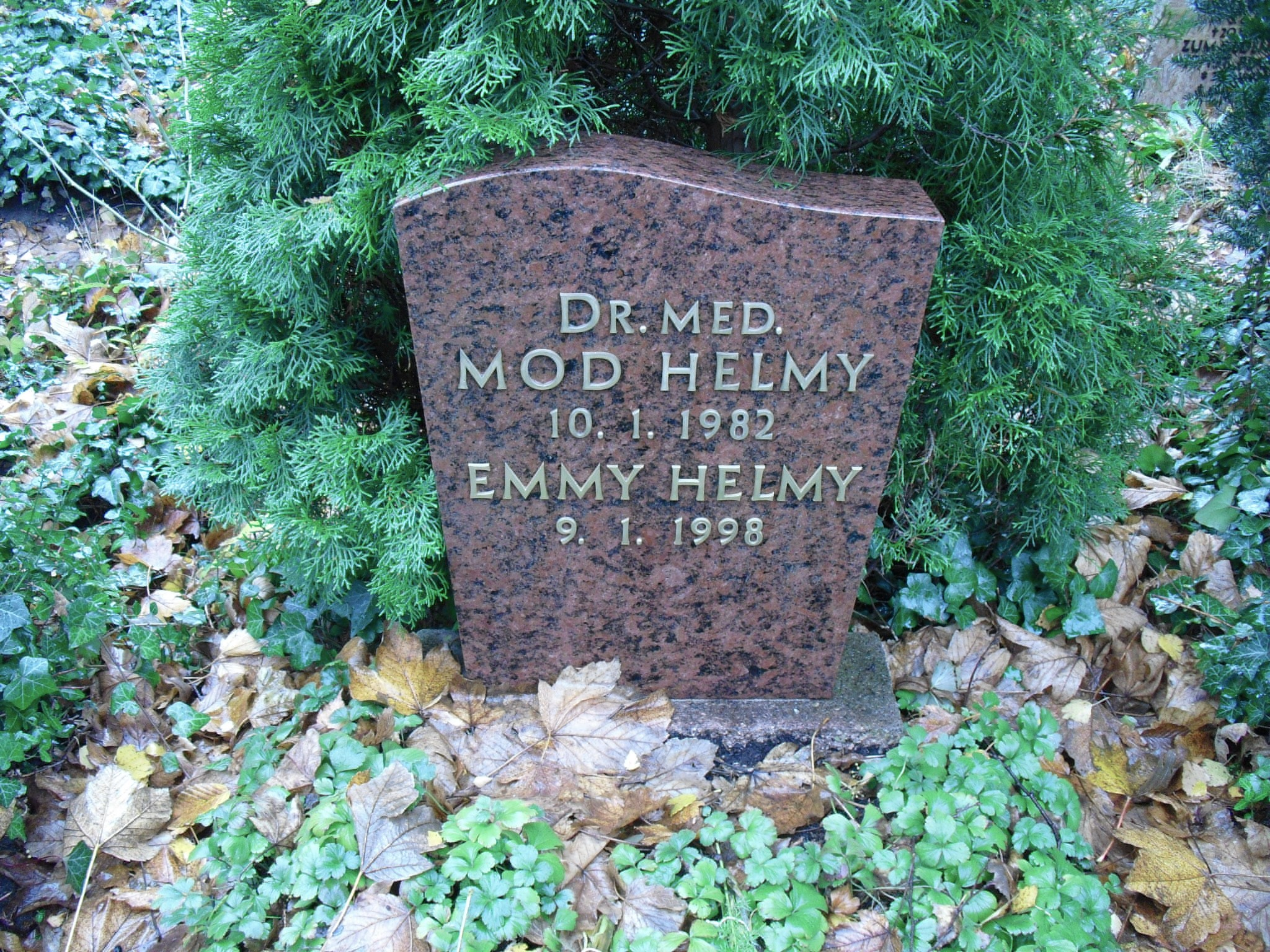
مقبره پزشک مصری محمد حلمی در فریدهوف هیرستراس در برلین-وستند

با محمد حلمی، ورزشکار اهل مصر یا محمد حلمی، بازیکن فوتبال اهل مصر اشتباه گرفته نشود.
محمد حلمی (۲۵ ژوئیه ۱۹۰۱–۱۰ ژانویه ۱۹۸۲) یک پزشک مصری-آلمانی بود که چندین یهودی را از آزار و اذیت نازیها در برلین در طول هولوکاست نجات داد. در سال ۲۰۱۳ یاد وشم (که به عنوان مرکز جهانی یادبود هولوکاست شناخته می‌شود) با اهدای جایزهٔ درستکار در میان ملل از او تقدیر کرد.

## زندگی
محمد حلمی در ۲۵ ژوئیه سال ۱۹۰۱ در خارطوم پایتخت سودان از پدری مصری و مادری آلمانی به دنیا آمد. او در سال ۱۹۲۲ برای تحصیل در رشته پزشکی به آلمان رفت. پس از اتمام تحصیلات دانشگاهی، دوره‌های تخصصی خود را در بیمارستان رابرت کخ (که اکنون به نام کرانکنهاوس موآبیت شناخته می‌شود) در برلین به پایان رساند. بلافاصله پس از آن، به عنوان یک پزشک با استعداد، به عنوان سرپرست بخش اورولوژی منصوب شد، اما اقبال او کوتاه بود.
به قدرت رسیدن آدولف هیتلر در سال ۱۹۳۳ زندگی در آلمان را تغییر داد. این بیمارستان به زودی تمام کارکنان یهودی خود را اخراج کرد و چند سال بعد، و در نهایت حلمی، با اصلیت آفریقای شمالی، مورد تبعیض و آزار نازی‌ها قرار گرفت و موقعیت خود را نیز از دست داد.
حلمی در سال ۱۹۳۹ و بار دیگر در سال ۱۹۴۰ به همراه سایر اتباع مصری دستگیر شد. هنگامی که او به شدت بیمار شد، او را آزاد کردند، اما تحت حکم اکیدی بود که می‌بایست دو بار در روز به پلیس گزارش می‌داد.
نازی‌ها با ممانعت از ازدواج با نامزد آلمانی‌اش و مجبور کردن او برای تبدیل شدن به دستیار پزشک دیگر، تبعیض را برای او شدیدتر کردند. حلمی از موقعیت محدود خود برای نوشتن یادداشت‌های بیماری که به افراد بی گناه کمک می‌کرد تا از کار سخت فرار کنند، نهایت استفاده را برد.
اگرچه حلمی توسط خود نازی‌ها هدف قرار گرفت، اما با مخفی کردن بیمار یهودی خود، آنا بوروس، که احتمالاً به اردوگاه کار اجباری تبعید می‌شد، جان خود را در خطر بیشتری قرار داد. حلمی حتی زمانی که تحت تحقیقات مستقیم پلیس قرار گرفت، توانست او را با خیال راحت پنهان کند.
حلمی همچنین به محافظت از مادر بوروس، جولیانا کمک کرد. ناپدری او، گئورگ وهر و مادربزرگش سیسیلی رودنیک نیز به لطف شجاعت او از هولوکاست جان سالم به در بردند.
در ۲۵ ژوئیه ۲۰۲۳، تولد ۱۲۲ سالگی حلمی از طریق گوگل دودل بزرگ داشته شد.